# Parque nacional Aoraki/Mount Cook
El Parque Nacional de Aoraki/Mount Cook se encuentra en la Isla Sur de Nueva Zelanda, cerca de la ciudad de Twizel. Forma parte de la zona llamada Te Wahipounamu, que se encuentra en la Lista del Patrimonio Mundial de la UNESCO. Oficialmente es parque nacional desde octubre de 1953, establecido para proteger sus especies biológicas, se compone de algunas reservas establecidas anteriormente, la más antigua en 1887.

## Geografía
El parque tiene algo más de 700 km², de los cuales el 40% son glaciares, incluyendo el Glaciar Tasman en el monte Aoraki/Mount Cook.
De los más de veinte picos de Nueva Zelanda con más de 3000 m, todos, salvo el monte Aspiring, se encuentran en este parque. El monte Aoraki/Mount Cook es el más alto con 3753 metros. Otros picos son los montes Tasman, Hicks, Sefton, y Elie de Beaumont. Las montañas de los Alpes del Sur son generalmente bastante jóvenes, menos de diez millones de años, y aumentan unos 50 cm en cada siglo.

## Flora y fauna
La mayor parte del parque está por encima del límete de la vegetación arbórea, por lo que la flora está compuesta principalmente por plantas alpinas, como el Ranunculus Lyall , el mayor Botón de Oro del mundo, las grandes margaritas, y varias hierbas. Las especies de aves que se encuentran son el Kea y el Bisbita, entre otros. También se pueden ver el Tahr, los ciervos rojos y los rebecos.

## Otros
El parque es muy frecuentado por los neozelandeses. Muchas personas van allí a caminar, a esquiar o a cazar. El Departamento de Conservación gestiona el parque.